# アンドロメダ座カッパ星
アンドロメダ座κ星（κ Andromedae、κ And）は、アンドロメダ座にある4等級の恒星である。ボートル・スケールの基準では、郊外と都市部の間なら肉眼で観察可能だが、都市部の中では難しい。ガイア計画による年周視差測定に基づくと地球からは約168光年である。

## 特徴
アンドロメダ座κ星はスペクトル型が B9IVn 型の準巨星で、主系列星から少し進化が進んだ段階とみられる。半径は太陽の2倍程度であるが、約 142 km/s という高速度で自転している影響で赤道方向に形状が膨らんだ回転楕円体のような形状をしており、この自転速度は遠心力により形状を維持できず恒星自身が崩壊してしまう速度の 85% 程度に達しているとみられている。有効温度の平均は約 11,200 K で、見かけ上は青白い色をしている。
アンドロメダ座κ星は、はと座アソシエーションの一員と考えられている。

## 名称
アラビア天文学において、アンドロメダ座κ星とアンドロメダ座ι星、そしてアンドロメダ座λ星の3個の恒星の並びは「鎖に繋がれた女性の手」を意味する Kaff al-Musalsala または Keff al Salsalat と呼ばれていた。また、「雌ラクダの頭」を意味する Ra’s al-Nāqa と呼ばれるアステリズムの一部としても扱われていた。2025年5月8日、国際天文学連合の恒星の命名に関するワーキンググループ (Working Group on Star Names, WGSN) は、この Kaff al-Musalsala に由来する Kaffalmusalsala という名称をアンドロメダ座κ星の固有名として正式に承認した。
中国では、飛行する蛇神を意味する螣蛇（拼音: Téng Shé タンサ）という星官が、アンドロメダ座κ星、とかげ座α星、とかげ座4番星、はくちょう座π2星、はくちょう座π1星、HD 206267A、ケフェウス座ε星、とかげ座β星、カシオペヤ座σ星、カシオペヤ座ρ星、カシオペヤ座τ星、カシオペヤ座AR星、とかげ座9番星、アンドロメダ座3番星、アンドロメダ座7番星、アンドロメダ座8番星、アンドロメダ座λ星、アンドロメダ座ι星、アンドロメダ座ψ星から形づくられている。アンドロメダ座κ星自身は、螣蛇二十一（拼音: Téng Shé èrshíyī）、つまり騰蛇の21番星と呼ばれている。

## アンドロメダ座κ星b

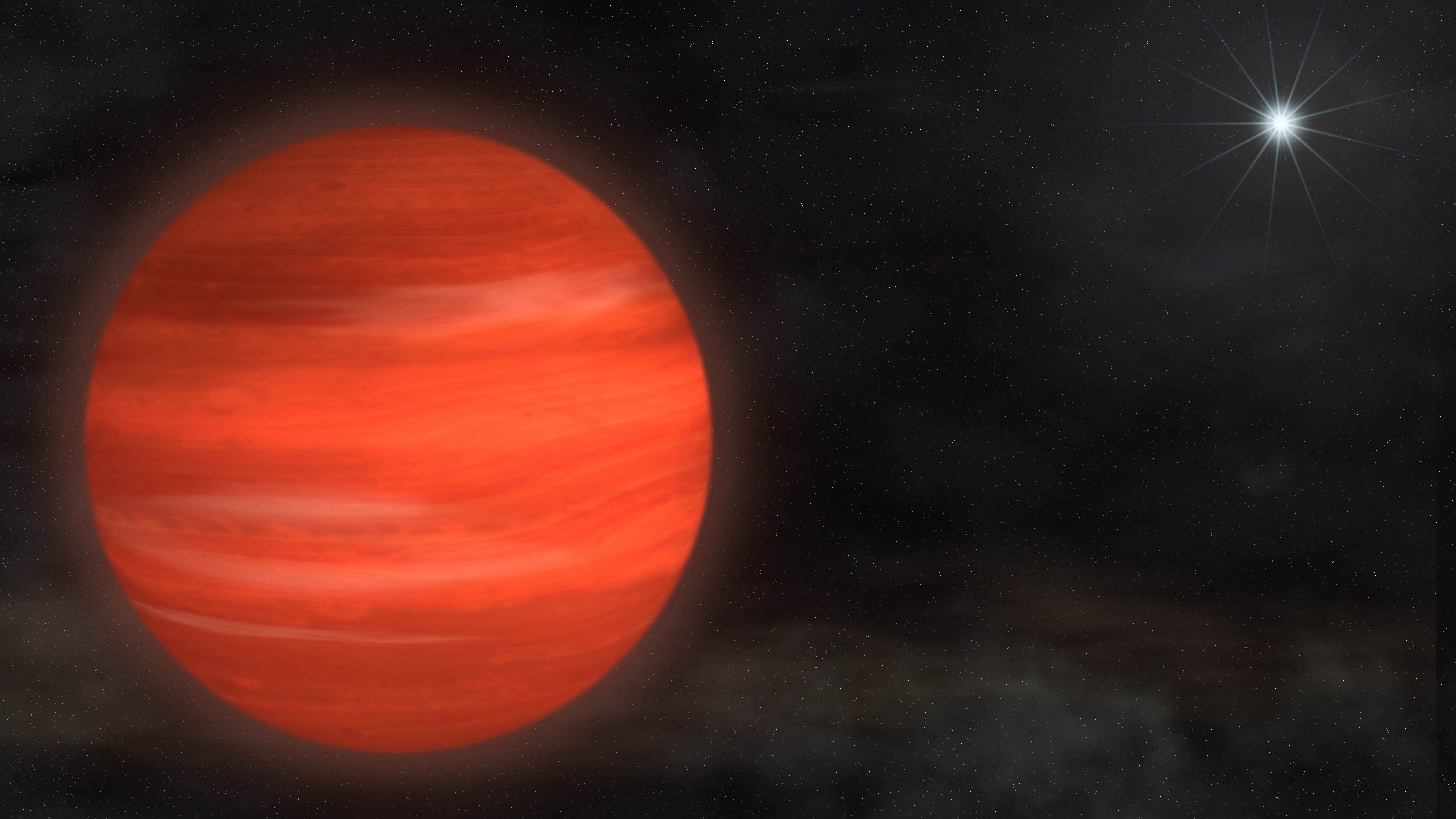
すばる望遠鏡の系外惑星・円盤探査プロジェクト SEEDSによって発見されたアンドロメダ座κ星bの想像図。出典: NASA GSFC / S. Wiessinger

2012年11月、アンドロメダ座κ星の近くに若く高温の木星型惑星とみられる天体アンドロメダ座κ星bが、すばる望遠鏡による直接撮像での観測から見つかった。この天体の質量は木星の約13倍、大きさは木星より少し大きく、画像上の離角を実際の主星からの距離に換算すると約 55 au となる。複数の波長での観測から、惑星表面の温度は1,700K、年齢はおよそ3000万
年と推定される。
2013年9月に公表された分光観測に基づく別の分析では、アンドロメダ座κ星bの質量は木星の50倍、年齢は2.2億年とされた。この数値だと、伴天体は惑星ではなくL1型の褐色矮星となる。伴天体は形成時の高温の名残で輝いているもので、時間が経過するとともに冷却されていく。その結果、年齢が古ければ、同じ明るさに至るための質量（及び初期のエネルギー供給量）は大きく推定されることになる。このときのアンドロメダ座κ星bの表面温度は 2,040 K と見積もられた。
その後の2016年に公表された干渉法に基づく分析では、視線速度、光度、扁平度からアンドロメダ座κ星の年齢を計算したところ、年齢が4700万年、アンドロメダ座κ星bの質量は木星の22倍とも推定されている。
| 名称 （恒星に近い順） | 質量                     | 軌道長半径 （天文単位） | 公転周期 (年) | 軌道離心率  | 軌道傾斜角     | 半径 |
| --------------------- | ------------------------ | ----------------------- | ------------- | ----------- | -------------- | ---- |
| b                     | 13.616 +23.042 −1.047 MJ | 57.4 - 133.4            | 242.4 - 900.4 | 0.69 - 0.85 | 114.9 - 140.0° | —    |